# Kluddtjärnen (Umeå socken, Västerbotten)
Kluddtjärnen är en sjö i Umeå kommun i Västerbotten och ingår i Tavelåns huvudavrinningsområde. Sjön har en area på 0,0371 kvadratkilometer och ligger 246,8 meter över havet. Sjön avvattnas av vattendraget Västerån.

## Delavrinningsområde
Kluddtjärnen ingår i det delavrinningsområde (712429-170870) som SMHI kallar för Ovan 712241-170931. Medelhöjden är 243 meter över havet och ytan är 7,78 kvadratkilometer. Det finns inga avrinningsområden uppströms utan avrinningsområdet är högsta punkten. Västerån som avvattnar avrinningsområdet har biflödesordning 2, vilket innebär att vattnet flödar genom totalt 2 vattendrag innan det når havet efter 56 kilometer. Avrinningsområdet består mestadels av skog (62 procent) och sankmarker (19 procent). Avrinningsområdet har 0,39 kvadratkilometer vattenytor vilket ger det en sjöprocent på 5 procent.